# Festuca duriotagana var. barbata
Festuca duriotagana subsp. barbata é uma variedade de planta com flor pertencente à família Poaceae. 
A autoridade científica da variedade é Franco & Rocha Afonso, tendo sido publicada em Silva Lusitana 5(1): 141 (1997).

## Portugal
Trata-se de uma variedade presente no território português, nomeadamente em Portugal Continental.
Em termos de naturalidade é nativa da região atrás indicada.

## Protecção
Encontra-se protegida por legislação portuguesa ou da Comunidade Europeia, nomeadamente pelo Anexo II e IV da Directiva Habitats.